# Breedvinhaai
De breedvinhaai (Lamiopsis temminckii) is een vis uit de familie van roofhaaien (Carcharhinidae), orde grondhaaien (Carcharhiniformes), die voorkomt in het westen van de Indische Oceaan, het oosten van de Indische Oceaan en het noordwesten en de Grote Oceaan.

## Beschrijving
De breedvinhaai kan een maximale lengte bereiken van 170 centimeter. Het lichaam van de vis heeft een langgerekte vorm.

## Leefwijze
De breedvinhaai is een zout- en brakwatervis die voorkomt in tropische wateren. De soort is voornamelijk te vinden in getijdestromen op een diepte van maximaal 50 meter.
Het dieet van de vis bestaat hoofdzakelijk uit macrofauna en vis.

## Relatie tot de mens
De breedvinhaai is voor de visserij van aanzienlijk commercieel belang. De soort staat staat als bedreigd op de Rode Lijst van de IUCN.